# Chiclete
José Morais, genannt Chiclete (* 20. Februar 1942 in Esperança, Paraíba; † 13. August 2005), war ein brasilianischer Fußballspieler. Berühmt wurde er 1967, als er beim Taça Brasil Torschützenkönig wurde. Durch diesen Erfolg ist der FC Treze der einzige Verein aus dem Bundesstaat Paraíba, der einen Torschützenkönig in der brasilianischen Meisterschaft aufweisen kann. Nach diesem Erfolg kehrte er nach Portugal zurück, wo er bereits beim Vitória Guimarães Erfahrung gesammelt hatte. Nunmehr wurde Morais von Sporting Lissabon verpflichtet. Mit dem Klub konnte er 1970 die nationale Meisterschaft gewinnen.
Nach seiner aktiven Laufbahn war Morais noch kurz als Trainer in Brasilien tätig und studierte dann Rechtswissenschaften an der Universität von Paraíba. Er fand eine Anstellung als Rechtsanwalt bei DETRAN, einer staatlichen Organisation zum Verkehrswesen.
Morais war mit einer Portugiesin verheiratet und hatte drei Kinder.

## Erfolge
Campinense
- Staatsmeisterschaft von Paraíba: 1961, 1962

Treze
- Staatsmeisterschaft von Paraíba: 1966

Sporting
- Troféu Ibérico: 1967, 1970
- UEFA Intertoto Cup: 1968
- Primeira Liga: 1969/70

## Auszeichnungen
- Brasilianischer Torschützenkönig: 1967